# محمود المشيفري
محمود مبروك نسيب المشيفري (14 يناير 1993) هو لاعب كرة قدم عماني يلعب لنادي النصر في الدوري العماني للمحترفين والمنتخب العماني.

## حياة مهنية

### النادي
فاز بالدوري العماني في موسم 2017-18 مع نادي السويق.

### دولي
ظهر المشيفري لأول مرة مع المنتخب العماني في مباراة ودية يوم 8 أغسطس 2016 ضد تركمانستان، وكان ضمن تشكيلة المنتخب العماني لكأس آسيا 2019 التب أقيمت في الإمارات.

## إحصائيات المهنة

### دولي
| منتخب عمان | منتخب عمان | منتخب عمان |
| سنة        | الظهور     | الأهداف    |
| ---------- | ---------- | ---------- |
| 2016       | 3          | 0          |
| 2017       | 3          | 0          |
| 2018       | 11         | 0          |
| المجموع    | 17         | 0          |

## روابط خارجية
- محمود المشيفري على موقع قاعدة بيانات كرة القدم.إي يو (الإنجليزية)
- محمود المشيفري على موقع ناشيونال فوتبول تيمز (الإنجليزية)
- محمود المشيفري على موقع Soccerway.com (الإنجليزية)